# Leeuwarder Auto Bus Onderneming
De Leeuwarder Auto Bus Onderneming N.V. (LABO) te Leeuwarden was een particulier bedrijf dat van 1925 tot 1 april 1971 openbaar vervoer per autobus verzorgde in het noordwestelijk deel van de Nederlandse provincie Friesland. 
- Dit bedrijf is niet de V.o.f. Leeuwarder Auto Bedrijf (LAB), ook te Leeuwarden, die in dezelfde periode het openbaar vervoer verzorgde in het westelijk deel van Friesland.

## Geschiedenis
Oprichter was H. Tolman, die vanaf 1924 een stadsbusdienst in Leeuwarden exploiteerde en eind 1925 zijn werkterrein verlegde naar een streekbuslijn Leeuwarden - Berlikum - Sexbierum - Harlingen. In de loop der jaren breidde zijn bedrijf zich uit door overname van andere busbedrijven of hun concessies. In 1935-1936 kreeg de LABO een belangrijke impuls doordat de bussen het vervoer overnamen van de treinen op de lijn Leeuwarden - Stiens - Sint Annaparochie - Sint Jacobiparochie - Tzummarum - Harlingen van de voormalige Noord-Friesche Locaalspoorweg-Maatschappij (NFLS). In 1937 werd vervolgens de Bildtsche Autobus Onderneming (BABO) te Sint Annaparochie ingelijfd. Tijdens de Tweede Wereldoorlog, toen de NTM de exploitatie van de stoomtramlijn Leeuwarden - Berlikum - Minnertsga - Sint Jacobiparochie beëindigde, viel ook dat vervoer aan de LABO toe.
Het vervoergebied kreeg hierdoor zijn uiteindelijke vorm in de driehoek Leeuwarden / Nieuwe Bildtdijk / Harlingen, met een centraal overstappunt Mooie Paal, niet ver van Minnertsga. Op de rechtstreekse verbinding Leeuwarden - Franeker - Harlingen reed de LABO echter niet. Dat was voorbehouden aan de buslijn Leeuwarden - Alkmaar via de Afsluitdijk van de NS-dochteronderneming ATO. Deze lijn werd kort na de bevrijding, ondanks protest van LAB en LABO, overgedragen aan twee andere NS-dochters, NTM en NACO.
In de naoorlogse jaren consolideerde zich de positie van de LABO. De eenmanszaak werd in 1954 omgezet in een naamloze vennootschap waarvan de familie Tolman de aandelen bezat. Dit bedrijf verzorgde de lijndiensten met ongeveer 25 autobussen en 45 personeelsleden. Daarnaast was de LABO ook actief als touringcarbedrijf en had zich - met de andere Friese vervoerders LAB, NTM, NOF en ZWH - aangesloten bij de reisorganisatie Cebuto.
Op 1 april 1971 ging de LABO op in de nieuw gevormde NS-dochter Friese Autobus Maatschappij (FRAM) via een constructie waarbij eerst de LAB overging naar de LABO, die zelf was overgenomen door de NOF, die op haar beurt fuseerde met de NTM. De familie Tolman verliet het bedrijf, maar het personeel trad in dienst van de nieuwe onderneming. Ook de bussen werden door de FRAM overgenomen.